# Cucullia notodontina
Cucullia notodontina är en fjärilsart som beskrevs av Charles Boursin 1934. Cucullia notodontina ingår i släktet Cucullia och familjen nattflyn. Inga underarter finns listade i Catalogue of Life.